# Tulostoma beccarianum
La especie Tulostoma beccarianum es un representante del género Tulostoma de la familia Agaricaceae. Esta especie ha sido citada de México, se caracteriza por la boca tubular y las basidiosporas pequeñas fuertemente ornamentadas. El origen etimológico de la palabra que da origen al nombre del género Tulostoma viene del gr. týlos que significa joroba, callo, dureza, clavija; y de stóma que significa boca, poro, por la forma en que se efectúa la dehiscencia, mediante un poro apical con frecuencia umbonado.

## Clasificación y descripción
Esporocarpo subgloboso de 10-12 mm de alto a 12-15 mm de ancho. Exoperidio gris marrón, que consiste en una fina capa membranosa. Endoperidio compuesto de hifas de color marrón, de 2-4 μm de diámetro; boca fibrilosa, de 1 mm de diámetro. Estípite corchoso, cilíndrico, marrón, de 1,5-2 cm de longitud, estriado longitudinalmente. Hifas del capilicio de paredes gruesas, hialinas, ramificadas, septadas, 5-6 μm de diámetro; basidiosporas globosas, verrucosas, con verrugas cónicas a digitiformes, 4-5 μm de diámetro.

## Distribución
T. beccarianum es una especie poco frecuente a nivel mundial. Ha citado de Brasil, USA, México. algunas secciones de Europa e Israel.

## Hábitat
Se encuentra creciendo en grupos, en zonas áridas.

## Estado de conservación
Se conoce muy poco de la biología y hábitos de los hongos, por ello la mayoría de ellos, no están categorizados en la Norma Oficial Mexicana 059.